# 종군 기자

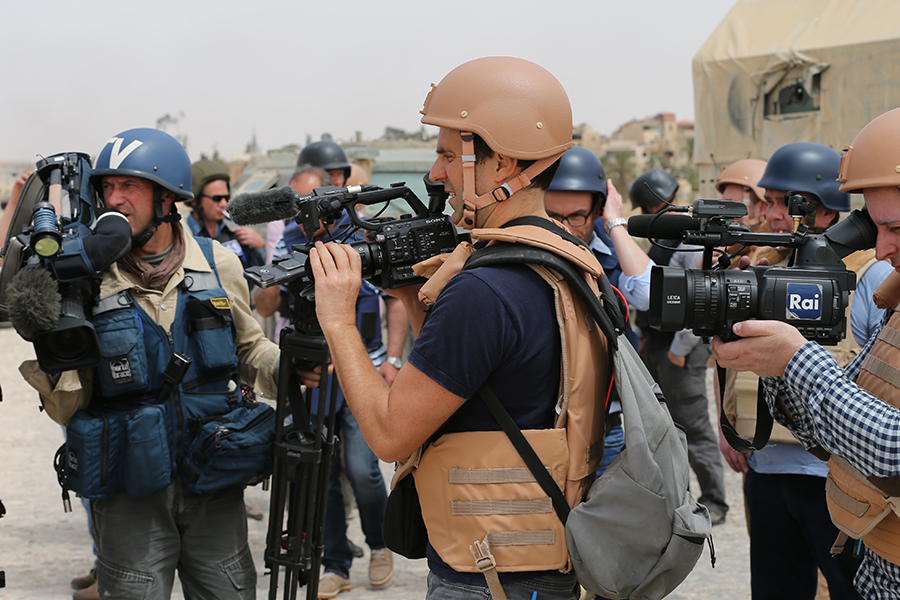
2016년 시리아 내전을 취재 중인 종군기자들

종군 기자(從軍記者, 영어: war correspondent)는 전쟁과 같은 무력 분쟁 지역에서 취재하여 신문, 잡지, 방송 등에 기고하는 언론인이다. 보통은 특정 언론사에 소속되어 분쟁 주체의 한 쪽 부대와 함께 전쟁터로 나가지만, 프리랜서나 분쟁 주체들과 관련없는 제3자의 입장에서 취재하는 경우도 있다. 종군기자는 군대가 등록하여 관리하고 교전 상황에서 적에게 체포되면 제네바 협약 제2차 협약에 따라 포로로서 취급된다.
전투가 진행되는 긴박한 상황이 일상적으로 일어나기 때문에 언론 활동 가운데 가장 위험한 일일 수 밖에 없다. 종군 기자는 목숨을 각오하고 취재를 해야 한다는 부담이 따른다. 실제로 취재 도중 사망하는 경우도 종종 있다. 대한민국 코리아 타임스의 최병우 기자는 1958년 진먼 포격전 취재 도중 목숨을 잃었다. 때로는 종군 기자의 죽음 자체가 하나의 뉴스가 되기도 한다.
전쟁은 잘 팔리는 뉴스거리이다. 전쟁이 일어난 상황에서 전쟁 보도는 구독률이 매우 가파르게 상승하고 언론은 이를 통해 큰 수익을 얻기 때문에 언론은 군국주의적인 경향이 있다는 비판을 받는다. 미국 언론인 윌리엄 랜돌프 허스트는 미국-스페인 전쟁 당시 일방적으로 미국의 입장을 대변하며 매우 큰 수익을 얻었고 옐로 키트 캐릭터를 앞세워 선정적 보도를 보였다. 이후 이러한 선정적인 보도는 황색언론이라는 이름을 얻었다.
한편, 언론은 모든 무력 분쟁에 관심을 집중하지도 않는다. 20세기 말 코소보 전쟁이나 걸프 전쟁은 전 세계의 언론이 집중하였지만, 8년이 넘도록 지속된 이란-이라크 전쟁은 그 보다 적은 관심을 받았다. 관심이 적은 전쟁터에서 이루어지는 취재는 보다 더 위험할 수 있다.
종군기자는 군대에 등록되어 활동하고 분쟁 주체의 한쪽 편에 서 있는 이유 때문에 중립성을 유지하기 매우 어렵다. 때로는 스스로가 속한 군대를 위한 선전 선동을 자처하기도 한다. 태평양 전쟁 당시 일본군의 종군기자였던 평화운동가 무노 다케지(武野武治)는 전쟁 당시 자신의 기사가 일본군을 찬양하였다는 점을 반성한 바 있다. 한국어의 종군기자라는 명칭은 그 자체가 군대에 종속된 의미를 갖는다는 비판이 있다. 오늘날에는 국제분쟁 전문기자, 전쟁 기자와 같은 명칭도 사용되고 있다.

## 역사

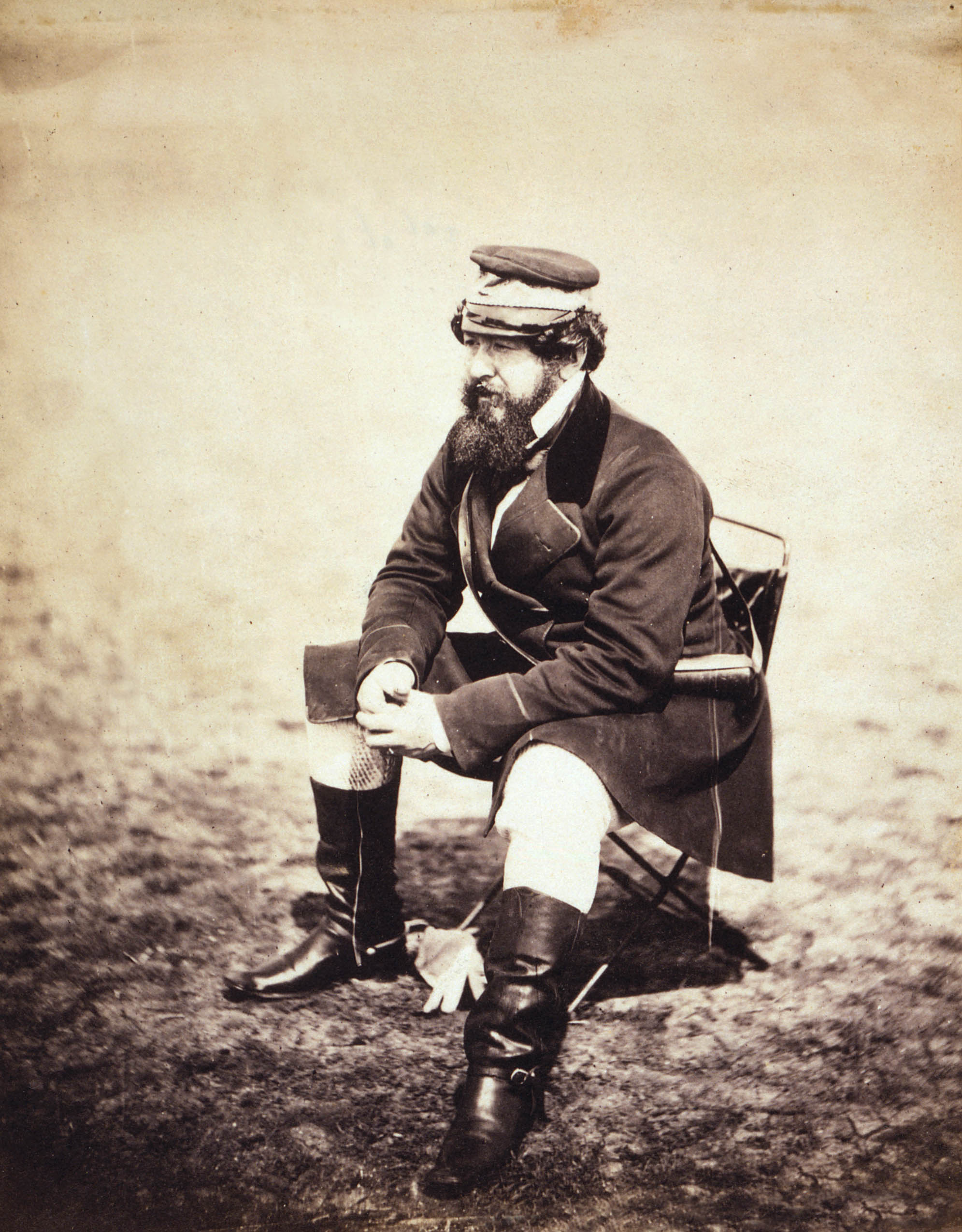
크림 전쟁에 파견된 《타임스》의 종군 기자 윌리엄 하워드 러셀

전쟁의 역사가 오래된 만큼 그에 대한 기록 역시 오래되었다. 고대에서 근세에 이르기까지 다양한 형태의 전쟁 기록이 남겨져 있다. 그러나 이것은 개인적 집필의 형태가 대부분이어서 대중에게 널리 알리고자 하는 것을 목적으로 하는 근대의 저널리즘과는 거리가 있다.
근대 저널리즘 최초의 종군 기자를 꼽자면 제2차 영국-네덜란드 전쟁에서 전쟁 상황을 그린 네덜란드 화가 대 빌렘 반 데 발데(네덜란드어: Willem van de Velde de Oude)를 들 수 있다. 그는 영국과 네덜란드 사이의 해전을 묘사하여 네덜란드 해군 측에 제출하였다. 이러한 전쟁 삽화는 훗날 신문과 잡지의 발행에서도 이어졌다. 언론에 전쟁 기사를 기고한 초기 종군 기자로는 스페인이 나폴레옹 보나파르트에 대항하여 일어난 반도 전쟁 당시 《타임스》에 전투 상황을 기고한 헨리 크랩 로빈슨과 같은 인물이 있고, 트라팔가 해전 상황을 《타임스》에 기고한 영국 해군의 윌리엄 힉스도 보기에 따라서는 종군 기자의 시초라고 할 수 있다.
언론이 직접 기자를 전쟁터로 파견하기 시작한 것은 크림 전쟁 때의 일이다. 영국의 《타임스》는 세계 언론 최초로 1854년 종군 기자 윌리엄 하워드 러셀을 크림반도에 파견하였다. 이후 전쟁터에 언론이 종군 기자를 파견하는 것은 당연한 일로 굳어져 제1차 세계 대전 이후 오늘날까지 계속되고 있다.

## 전쟁과 언론
전쟁터에서 언론이 중립을 지키는 일은 매우 어렵다. 종군 기자는 군사적인 목적과 기자의 목적을 양립할 수 없는 딜레마 상항을 자주 마주하게 된다. 기자들은 "애국자가 되기 위해 거짓말을 해야하는가?"와 같은 상황에 처하기도 하고 군대의 통제 때문에 현장에 접근할 수 없을 때 "목숨을 건 위험을 무릅쓰고 취재를 할 수 있을까?"와 같은 문제에 부딛히기도 한다. 미라이 학살의 경우 《스타스 앤 스프라이프스》는 이 사건을 병사들이 공산주의자를 사살한 것으로 보도하였으나 종군사진기자 로널드 L. 해벌이 찍은 사진이 공개되면서 실상이 알려지게 되었다.

## 저명한 종군 기자

### 19세기
- 윈스턴 처칠 (1874–1965)
- 스티븐 크레인 (1871–1900)

### 20세기
- 마거릿 버크화이트 (1904–1971)
- 에드거 라이스 버로스
- 로버트 카파 (1913–1954)
- 마리 콜빈
- 앤더슨 쿠퍼 (1967)
- 월터 크롱카이트 (1916–2009)
- 마사 겔혼 (1908–1998)
- 앨 고어 (1948– )
- 어니스트 헤밍웨이 (1899–1961)
- 풀 메탈 재킷
- 마거리트 히긴스
- 잭 런던
- 스티브 매커리 (1950)
- 안나 폴릿콥스카야
- 댄 래더
- 하워드 K. 스미스
- 존 스타인벡

### 21세기
- 크리스티안 아만푸어
- 마리 콜빈 (1956–2012)
- 크리스 혼드로스 (1970–2011)
- 나가이 겐지 (1957–2007)
- 아르투로 페레스 레베르테

## 같이 보기
- 기자 (직업)
- 종군
- 로버트 카파
- 군사언론(영어판)
- 리처드 엥겔(영어판)
- 마가렛 히긴스 - 최초의 여성 퓰리처상 수상자 종군여기자
- 킬링필드 (영화)